# 布赖登巴赫 (摩泽尔省)
布赖登巴赫（法語：Breidenbach，法語發音：[bʁaidənbax]；洛林法兰克语：Breidebach）是法国摩泽尔省的一个市镇，属于萨尔格米讷区。

## 地理
布赖登巴赫（49°8'10"N, 7°25'22"E）面积10.89 平方千米，位于法国大東部大區摩泽尔省，该省份为法国东北部内陆省份，是洛林的一部分，西南接默尔特-摩泽尔省，东临下莱茵省，北与卢森堡和德国接壤。
与布赖登巴赫接壤的市镇（或旧市镇、城区）包括：布斯维莱尔、昂维莱尔、伦格尔赛姆、卢茨维莱尔、什韦恩、沃尔曼斯泰、瓦尔杜斯、瓦尔什布龙。
布赖登巴赫的时区为UTC+01:00、UTC+02:00（夏令时）。

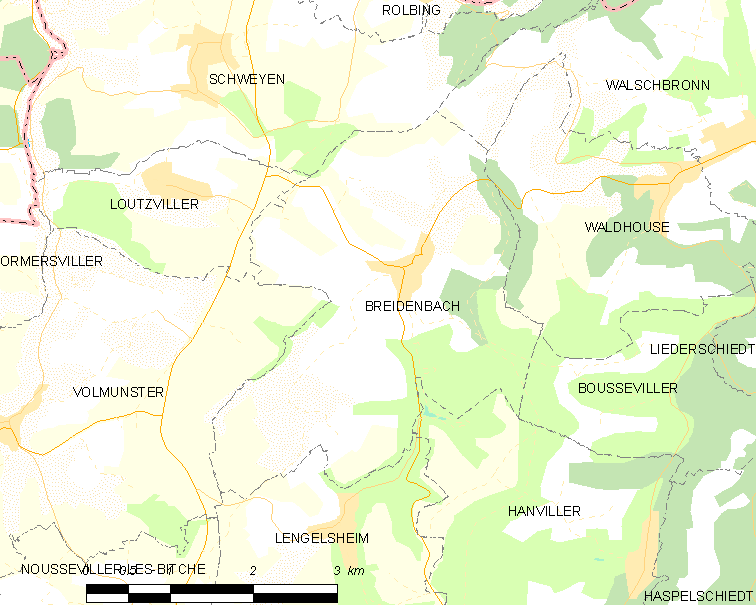
布赖登巴赫的OSM定位图

## 行政
布赖登巴赫的邮政编码为57720，INSEE市镇编码为57108。

## 政治
布赖登巴赫所属的省级选区为比奇县。

## 人口

1962-2008年间布赖登巴赫人口变化图示

布赖登巴赫于2022年1月1日时的人口数量为310人。